# Clermont Foot 63
Clermont Foot 63 este un club de fotbal din Clermont-Ferrand în departamentul Puy-de-Dôme, regiunea Auvergne, Franța fondat în 1990. În prezent activează în Ligue 2. Este condus de Ahmet Schaefer din 13 martie 2019, iar echipa profesionistă este antrenată de la 1 septembrie 2017 de Pascal Gastien. Și își joacă meciurile de pe teren propriu pe Stade Gabriel-Montpied.

## Lotul din 2021
La 1 septembrie 2021. 
| Nr. |                           | Poziție | Jucător                     |
| --- | ------------------------- | ------- | --------------------------- |
| 1   | Franța                    | P       | Arthur Desmas               |
| 3   | Franța                    | F       | Julien Boyer                |
| 4   | Benin                     | F       | Cédric Hountondji           |
| 5   | Camerun                   | F       | Jean-Claude Billong         |
| 6   | Tunisia                   | M       | Saîf-Eddine Khaoui          |
| 7   | Franța                    | M       | Yohann Magnin               |
| 8   | Franța                    | M       | Jason Berthomier            |
| 9   | Franța                    | A       | Jordan Tell                 |
| 10  | Uruguay                   | M       | Jonathan Iglesias (căpitan) |
| 11  | Gabon                     | A       | Jim Allevinah               |
| 12  | Republica Democrată Congo | F       | Vital N'Simba               |
| 15  | Senegal                   | F       | Arial Mendy                 |
| 16  | Franța                    | P       | Lucas Margueron             |
| 17  | Guyana Franceză           | F       | Josué Albert                |
| 18  | Kosovo                    | A       | Elbasan Rashani             |

| Nr. |         | Poziție | Jucător                                         |
| --- | ------- | ------- | ----------------------------------------------- |
| 19  | Ghana   | M       | Salis Abdul Samed                               |
| 20  | Franța  | F       | Akim Zedadka                                    |
| 21  | Franța  | F       | Florent Ogier                                   |
| 22  | Franța  | F       | Driss Trichard                                  |
| 23  | Franța  | F       | Jérôme Phojo                                    |
| 24  | Benin   | M       | Jodel Dossou                                    |
| 25  | Franța  | M       | Johan Gastien                                   |
| 27  | Guineea | A       | Mohamed Bayo                                    |
| 28  | Franța  | M       | Bryan Teixeira                                  |
| 29  | Franța  | M       | Naël Jaby                                       |
| 36  | Ghana   | F       | Alidu Seidu                                     |
| 40  | Franța  | P       | Ouparine Djoco                                  |
|     | Belgia  | M       | Brandon Baiye                                   |
|     | Franța  | F       | Till Cissokho                                   |
|     | Spania  | M       | Oriol Busquets                                  |
|     | Franța  | A       | Pierre-Yves Hamel (împrumutat de la FC Lorient) |